# Semioquímic
Un semioquímic (terme derivat del grec: σημεῖον - sēmeion, "un signe, una marca") és un senyal químic que es refereix a diverses substàncies que es fan servir en un organisme entre individus de la mateixa espècie o entre espècies diferents en la transmissió de senyals o informació química.
Els semioquímics es distingeixen entre els que són feromones i els al·leloquímics. Les feromones es fan servir intraespecíficament i els al·leloquímics entre diverses espècies (interespecíficament).
Exemples:
- La capacitat d'algunes plantes d'atraure al·lomones específiques paràsites de les plagues de les plantes
- Le aranyes que atrauen arnes fent servir una feromona sexual[4]